# 호앙투이
호앙티투이(베트남어: Hoàng Thị Thùy, 한자: 黃氏垂(황수), 1992년 3월 15일 ~)는 베트남의 모델이다. 2011년 《도전! 수퍼모델 베트남》 시즌 2에 출연해 우승하면서 이름이 알려졌다. 2017년 제3회《미스 유니버스 베트남》선발대회에서 준우승하여 미스 유니버스 베트남 2019으로 뽑혔으며, 2019년 12월 8일 미국의 조지아주 애틀랜타시티에서 열린 미스 유니버스 2019 대회에서 Top 20에 올랐다. 그녀는 종종 1990년대에 태어난 베트남의 성공적인 모델 중 하나로 여겨진다.

## 학력
- 띤자1고등학교 (졸업)
- 하노이건축대학교 (졸업)
- 센트럴 세인트 마틴스[2] (졸업)

## 생애

### 1992–2011: 초기 생애
호앙투이는 베트남 타인호아성 띤자현의 가난한 가정에서 태어났다. 그녀는 2010년 띤자1 그등하교를 졸업했다. 하노이 건축 대학에서 2학년 때 그녀는 도전! 슈퍼모델 베트남 2011(Vietnam's Next Top Model)에 참여했다. 이것은 그녀의 경력의 시작을 나타냈다.

### 2011–2017:《Vietnam's Next Top Model》에서 우승하는 것 및 모델 대회들 후 활동
투이는 2011년 9월 25일 도전! 슈퍼모델 베트남 2011에 참여했으며 타이라 뱅크스가 그녀를 선택했기 때문에 2012년 1
월 8일에 우승자로 발표되었다.
2012년 독일 베를린에서 탑 모델 오브 더 월드(Top Model of the Word)에 합류하여 Top 15에 선정되었으며 베스트 캣워크 어워(Best Catwalk Award)를 수상했다.
도전! 슈퍼모델 베트남을 떠나 자마자 국내외에서 일하기 시작했다. 그녀는 뉴욕, 파리 및 런던의 대행사에 의해 여러 번 거부당했다. 2014년 2월, 런던 패션 위크(LFW)는 캐스팅을 요청했다. 그 후 얼마 지나지 않아 미아황은 시험을 위해 런던에 왔다. 개인적인 연락 없이는 그녀가 찾을 수있는 모든 채널을 통해 모든 디자이너에게 이메일로 포트폴리오를 보냈다. 패션 위크에 참여한 디자이너 중 한 명인 장 피에르 브라간자(Jean Pierre Braganza)는 그녀에게 대답했으며, 그 후 브라간자는 패션 위크에서 그의 4개의 쇼에 참여하도록 그녀를 받아 들였다. 그녀의 국제적인 경력의 전환점이되었다. 그녀는 2015년 런던에서 PRM 모델과 계약을 맺었다. 그 후, 그녀는 엘르(Elle)와 그라지아(Grazia)의 잡지에 처음으로 등장한 베트남 모델이되었다.
2017년 호앙투이는 《더 페이스 베트남(The Face Vietnam)》시즌 2의 훈련자(mentor)로 발표되었으며, 경쟁의 승자는 다른 트레이너 란쿠에의 팀에 속한 뚜하오이다.

### 2017–현재: 제3회《미스 유니버스 베트남》에서 준우승에 오름 및 미스 유니버스 베트남 2019 역할의 활동
더 페이스 베트남 후 얼마 지나지 않아 그녀는 2017년 제3회 미스 유니버스 베트남 대회에 참가하여 2위(1st runner-up)에 올랐다.
2019년 5월 6일, 호앙투이는 미스 유니버스에서 베트남 대표가 될 미스 유니버스 베트남 2019으로 공식 발표되었다. 2019 미스 유니버스에서 20위 안에 들었다.
2019 미스 유니버스 대회에서 돌아온 후 그녀는 미스 수프라니셔널에서 베트남 대표로 초청을 받았다. 그녀는 팬들로부터 많은 기대를 받았지만 미스 수프라내셔널에서 2020 베트남 대표 초청을 거절했다.

## 커버 모델

### 잡지 커버
베트남에서 가장 큰 잡지들:
- 《코스모폴리탄》잡지 (2010년부터 2015년까지 가장 큰 잡지 중 하나임)
  - 2012년 7월 출판 된 커버
- 《ĐẸP》잡지 (2010년부터 현재까지 가장 큰 잡지 중 하나임)
  - 2012년 7월 출판 된 커버
  - 2013년 10월 출판 된 커버
  - 2014년 7월 출판 된 커버
  - 2014년 9월 출판 된 커버
- 《엘르》잡지 (2010년부터 2020까지 가장 큰 잡지 중 하나임)
  - 2016년 4월 출판 된 커버
- 《하퍼스 바자》잡지 (2010년부터 현재까지 가장 큰 잡지 중 하나임)
  - 2016년 7월 출판 된 커버
  - 2019년 9월 출판 된 커버

다른 잡지:
- 2012년 2월《허르 월드》출판 된 커버
- 2012년 2월《Thể thao và văn hóa》출판 된 커버
- 2012년 2월《Hoa học trò》출판 된 커버
- 2012년 3월《Người đẹp》출판 된 커버
- 2012년 4월《Sành điệu》출판 된 커버
- 2012년 4월《Du lịch Giải trí》출판 된 커버
- 2012년 5월《Thế giới người nổi tiếng》출판 된 커버
- 2012년 6월《Travellive》출판 된 커버
- 2012년 12월《허르 월드》출판 된 커버
- 2013년 1월《New Fashion》출판 된 커버
- 2015년 2월《포브스》출판 된 커버
- 2015년 9월《F (에프)》출판 된 커버
- 2015년 9월《Style》출판 된 커버
- 2015년 10월《허르 월드》출판 된 커버

## 광고 모델

### 애배서더
| 연도 | 기업명   | 브랜드명 / 운동명                                               | 종류      | 비고                  | 주    |
| ---- | -------- | --------------------------------------------------------------- | --------- | --------------------- | ----- |
| 2018 | 남아뱅크 | 《나는 녹색으로 이동을 하기로 했다》 (Tôi chọn sống xanh)       | 환경 운동 | 인바이런먼트 앰배서더 | [ 8 ] |
| 2019 | 남아뱅크 | 《녹색 여름》 (Mùa hè xanh)                                     | 환경 운동 | 인바이런먼트 앰배서더 | [ 9 ] |
| 2019 | Aquafina | 베트남 인터내셔널 패션위크 (Vietnam International Fashion Week) | 패션위크  | 패션위크 앰배서더     |       |

### 텔레비전 광고
| 연도 | 기업명                 | 브랜드명 / 운동명                              | 링크   |
| ---- | ---------------------- | ---------------------------------------------- | ------ |
| 2013 | 삼성그룹               | 삼성 갤럭시 노트 3                             | [ 10 ] |
| 2015 | LG그룹                 | LG G4                                          | [ 11 ] |
| 2016 | 아쿠아피나             | Aquafina 421                                   | [ 12 ] |
| 2017 | 아쿠아피나             | Perfect Look                                   | [ 13 ] |
| 2018 | 아쿠아피나             | Limited Edition                                | [ 14 ] |
| 2018 | 남아뱅크               | Choose To Go Green                             | [ 15 ] |
| 2018 | 코텍스                 | Kotex Girlspace                                | [ 16 ] |
| 2018 | 코텍스                 | Kotex Tea Tree                                 | [ 17 ] |
| 2018 | 코텍스                 | Extraordinary Story                            | [ 18 ] |
| 2019 | 오포 일렉트로닉스 그룹 | Oppo Reno 2 F Nebula Green                     | [ 19 ] |
| 2019 | 오포 일렉트로닉스 그룹 | Oppo F11/F11 Pro 'Who am I?'                   | [ 20 ] |
| 2019 | 오포 일렉트로닉스 그룹 | Oppo F11/F11 Pro 'Who am I? I'm an endeavorer' | [ 21 ] |

## 방송 활동
| 연도 | 제목                                        | 역할          | 방송사  |
| ---- | ------------------------------------------- | ------------- | ------- |
| 2011 | Vietnam's Next Top Model                    | 참가자        | VTV3    |
| 2011 | Xone FM: My Playlist                        | 게스트        | VOV     |
| 2012 | Chuyên cơ số 6: Hoàng Thùy                  | 게스트        | VTV3    |
| 2014 | Ghế không tựa                               | 게스트        | VTV6    |
| 2014 | Thời trang và Cuộc sống: Hoàng Thùy         | 게스트        | VTV3    |
| 2014 | Fashionista Vietnam                         | 게스트 코치   | VTV3    |
| 2015 | Thiên đường ẩm thực (제4회)                 | 게스트        | HTV7    |
| 2015 | Tuyệt đỉnh giác quan (제7회)                | 게스트        | THVL1   |
| 2015 | Vietnam's Next Top Model (제1회)            | 게스트 코치   | VTV3    |
| 2016 | Vietnam's Next Top Model (제8회)            | 게스트 코치   | VTV3    |
| 2016 | Chuyện thảm đỏ (제31회)                     | 게스트        | VTV3    |
| 2016 | Showbiz 101: Hoàng Thùy                     | 게스트        | VTC8    |
| 2017 | The Face Vietnam                            | 코치 (Mentor) | VTV3    |
| 2018 | Việt Nam tươi đẹp (제96회~제98회)           | 게스트        | HTV9    |
| 2018 | Quý ông đại chiến (시즌 1: 제3회, 제8회)    | 게스트        | VTV3    |
| 2018 | Kẻ thách thức (시즌 1: 제2회)               | 게스트        | THVL1   |
| 2018 | Người bí ẩn (제6회)                         | 게스트        | HTV7    |
| 2018 | Ca sĩ bí ẩn (제11회)                        | 게스트        | HTV7    |
| 2018 | Giọng ải giọng ai (제7회)                   | 게스트        | HTV7    |
| 2018 | Giờ giải trí: Hoàng Thùy                    | 게스트        | VTC3    |
| 2018 | Nói chuyện về cuộc sống                     | 게스트        | VTC9    |
| 2019 | Người ấy là ai (제10회)                     | 게스트        | HTV2    |
| 2019 | School Tour 2019: Tiến về phía trước        | 연설가        | VTV7    |
| 2019 | I am Miss Universe Vietnam                  | 게스트 코치   | VTV9    |
| 2019 | Road to Miss Universe 2019                  | 주역          | Youtube |
| 2020 | Siêu mẫu nhí (6월 19일)                     | 게스트 코치   | VTV3    |
| 2020 | Nhà thiết kế tương lai nhí (시즌 1: 제16회) | 게스트 코치   | VTV3    |
| 2020 | Tường lửa (시즌 2: 제5회)                   | 플레이어      | VTV3    |
| 2020 | Giọng ải giọng ai (시즌 5: 제1회)           | 게스트        | HTV7    |

## 수상 및 후보

### 선발대회의 수상
| 연도 | 대회                                                    | 부문                           | 작품 | 결과 |
| ---- | ------------------------------------------------------- | ------------------------------ | ---- | ---- |
| 2011 | 도전! 수퍼모델 베트남 시즌 2 (Vietnam's Next Top Model) | 우승자                         | 빈칸 | 수상 |
| 2012 | 제19회 탑 모델 오브 더 월드 (Top Model of the World)    | 베스트 캣워크 어워드           | 빈칸 | 수상 |
| 2017 | 제3회 미스 유니버스 베트남 (Miss Universe Vietnam)      | 베스트 캣워크 어워드           | 빈칸 | 수상 |
| 2017 | 제3회 미스 유니버스 베트남 (Miss Universe Vietnam)      | 가장 사랑받는 미인             | 빈칸 | 수상 |
| 2017 | 제3회 미스 유니버스 베트남 (Miss Universe Vietnam)      | 가장 아름다운 얼굴을 가진 미인 | 빈칸 | 수상 |
| 2017 | 제3회 미스 유니버스 베트남 (Miss Universe Vietnam)      | 퓨처리스타 - 유니버스 온라인   | 빈칸 | 수상 |

### 시상식의 수상 및 후보
| 연도 | 시상식                                             | 부문                                  | 작품 | 결과 |
| ---- | -------------------------------------------------- | ------------------------------------- | ---- | ---- |
| 2012 | 비엠비비 모델 어워드 (VMBB Model Awards)           | 가장 우수한 모델                      | 빈칸 | 후보 |
| 2012 | 스타 오브 더 이어르 (Star of the Year)             | 가장 우수한 모델                      | 빈칸 | 후보 |
| 2012 | 에프 피플 어워드 (F People Awards)                 | 가장 우수한 모델                      | 빈칸 | 수상 |
| 2015 | 포브스 ‘30 언더 30’ (Forbes Vietnam ‘30 Under 30’) | 베트남에서 영향력 있는 30세 이하 30인 | 빈칸 | 수상 |
| 2015 | 호찐민시방송그룹의 시상식 (HTV Awards)             | 가장 우수한 모델                      | 빈칸 | 수상 |
| 2016 | 엘르 스타일 어워드 (Elle Style Awards)             | 패션 아이콘                           | 빈칸 | 후보 |
| 2017 | 위초이스 어워드 (WeChoice Awards)                  | 영감을주는 인물                       | 빈칸 | 후보 |
| 2019 | 위초이스 어워드 (WeChoice Awards)                  | 영감을주는 인물                       | 빈칸 | 후보 |